# Guiniforte Solari

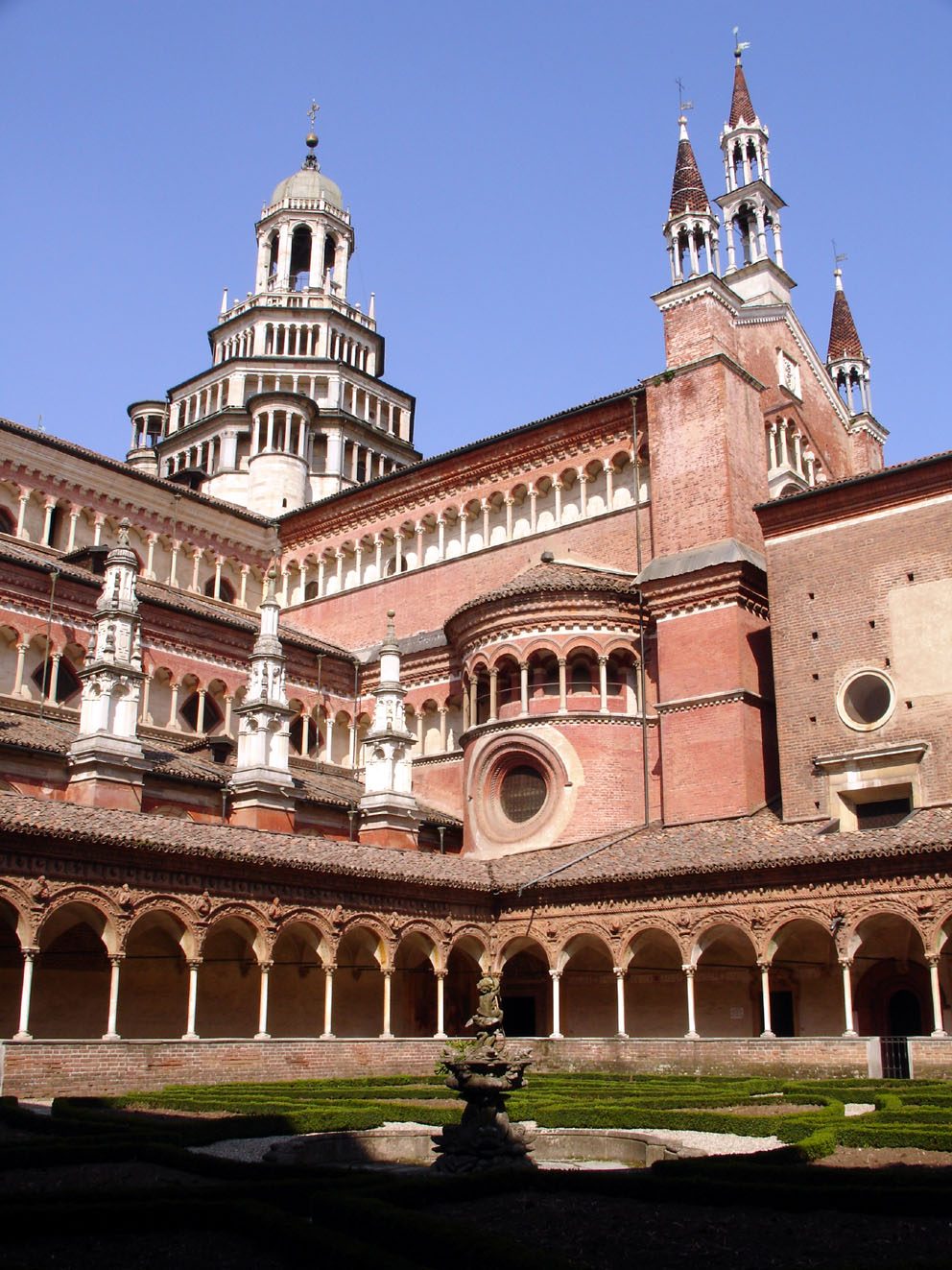
Certosa di Pavia – Mały krużganek i widok na kościół

Guiniforte (albo Boniforte) Solari albo de Solario (zm. ok. 1481 w Mediolanie) – rzeźbiarz, architekt i inżynier włoski.
Przedstawiciel licznej rodziny Solari z Carony w kantonie Ticino. Był synem Giovanniego, bratem Francesco i ojcem Pietro Antonio Solariego oraz głównym budowniczym Katedry w Mediolanie. Solari był też naczelnym architektem Księstwa Mediolanu w XV w. Przypisuje mu się projekt i realizację Kaplicy Portinari w bazylice Sant'Eustorgio w Mediolanie. Dawniej dzieło to przypisywano Michelozzo, a później Filarete. W czasie budowy zespołu klasztornego Certosa di Pavia na pewno projektował część absydalną, która wykazuje charakter już nie gotycki, ale renesansowy. Ten styl pojawia się w pracach Solariego na skutek kontaktu z artystami takimi jak Masolino da Panicale w Castiglione Olona, czy Vincenzo Foppa w Mediolanie.
Solari reprezentował tradycję gotycką i biegłość budowlaną inżynierów lombardzkich, zdolnych dostosować się do nowych gustów wynikających z odwołania się do kultury klasycznej. Do dzieł, których był twórcą lub wykonawcą należy zaliczyć Ospedale Maggiore (Ca' Granda) w Mediolanie, zaprojektowany przez Fialrete, ale zrealizowany przez Solariego. Jego dziełem jest też odnowienie kościoła San Pietro in Gessate. Natomiast jego projekty dotyczące kopuły Katedry mediolańskiej zostały zrealizowane przez Amadeo, który był jego uczniem i zięciem. Solari zaprojektował też konwent (ukończony w 1469) i kościół Santa Maria delle Grazie w Mediolanie (ukończony w 1482). W 1469 r. wraz z bratem oraz Martino Benzonim miał projektować Cappella Colleoni w Katedrze mediolańskiej, ale przedwczesna śmierć brata zniweczyła ten pomysł, a projekt został powierzony młodemu rzeźbiarzowi i architektowi Amadeo. Po śmierci brata Guiniforte zostaje głównym inżynierem książęcym. Umiera w Mediolanie ok. 1481 r.